# Leptoiulus frigidarius
Leptoiulus frigidarius är en mångfotingart som beskrevs av Karl Wilhelm Verhoeff 1913. Leptoiulus frigidarius ingår i släktet Leptoiulus och familjen kejsardubbelfotingar.

## Underarter
Arten delas in i följande underarter:
- L. f. brentanus
- L. f. chiesensis
- L. f. frigidarius